# فرنسيس كالي غراي
فرنسيس كالي غراي (بالإنجليزية: Frances Calley Gray)‏ هو سياسي أمريكي، ولد في 19 سبتمبر 1790، وتوفي في 29 ديسمبر 1856. انتخب عضو مجلس نواب ماساتشوستس.